# نورث سرنی
نورث سرنی (به انگلیسی: North Cerney) یک روستا و محله مدنی در بریتانیا است که در Cotswold واقع شده‌است.